# Marga Legal
Marga Legal, eigentlich Margarete Legal, (* 18. Februar 1908 in Berlin; † 30. Oktober 2001 ebenda) war eine deutsche Schauspielerin und Politikerin.

## Leben
Marga Legal war die Tochter des Schauspielers und Intendanten Ernst Legal. Allerdings wuchs die in Berlin geborene nach der Trennung ihrer Eltern bei der Mutter auf und verbrachte ihre Schulzeit von 1914 bis 1922 in Wiesbaden am dortigen Realgymnasium. Wohl durch das väterliche Vorbild nahm Legal in München zwischen 1924 und 1925 Schauspielunterricht bei dem Kammersänger Jacob Geiß. 1926 debütierte Legal am Stadttheater Aachen und blieb dort bis 1927. Von 1929 bis 1932 folgte ein Engagement am Staatstheater in Stuttgart, danach trat Legal bis 1933 in Königsberg auf. Letzte Station bis zu ihrem Auftrittsverbot war Hamburg.
Aufgrund ihres jüdischen Großvaters galt Legal nach der Ersten Verordnung zum Reichsbürgergesetz vom 14. November 1935 als Vierteljüdin und wurde mit einem  Auftrittsverbot belegt. Durch die Ehe mit dem Schauspieler Heinz Klevenow blieb sie allerdings von weiteren Auswirkungen der Nürnberger Rassegesetze weitestgehend verschont. 1940 siedelte die Familie nach Prag über, wo Klewenov zu dieser Zeit ein Engagement hatte.
Spätestens zum Kriegsende im Frühjahr 1945 folgte Legal mit den drei gemeinsamen Kindern ihrem Mann nach Hamburg. Dort spielte sie zunächst am Thalia-Theater. 1946 übersiedelte Legal nach Berlin und stand zum Beispiel unter der Regie von Fritz Wisten auf der Bühne des Theaters am Schiffbauerdamm. 1954 war sie für kurze Zeit an der wieder aufgebauten Volksbühne. Ab 1955 war Legal fast 30 Jahre lang Mitglied im Ensemble des Maxim-Gorki-Theaters.
Marga Legal wurde zu einer der beliebtesten Schauspielerinnen in Film und Fernsehen der DDR. Durch ihre große darstellerische Bandbreite wurde sie eine der meistbeschäftigten deutschen Schauspielerinnen, die in über 130 Film-und-Fernsehproduktionen zu sehen war. Allein von 1974 bis 1995 war sie insgesamt 25 Mal in der Fernsehserie Polizeiruf 110 als Darstellerin tätig. Sie blieb bis ins hohe Alter schauspielerisch aktiv. 
Marga Legal engagierte sich auch politisch, sie trat 1948 dem DFD und dem Kulturbund bei und wurde im Jahr 1952 Mitglied der SED. Von 1953 bis 1957 war sie Mitglied des Bezirksvorstandes Berlin der Gewerkschaft Kunst, von 1954 bis 1958 Mitglied der Berliner Stadtverordnetenversammlung und von 1967 bis 1971 als Berliner Vertreter und Mitglied der DFD-Fraktion Abgeordnete der Volkskammer und dort Mitglied des Geschäftsordnungsausschusses.
Marga Legal war zeitweise mit dem Schauspieler Heinz Klevenow verheiratet und hatte mit ihm drei gemeinsame Kinder. Ihr gleichnamiger Sohn Heinz war ebenfalls Schauspieler und Theaterintendant. Die in ihren letzten Lebensjahren Seh- und Gehbehinderte starb am 30. Oktober 2001 im Alter von 93 Jahren nur wenige Stunden nach einem Verkehrsunfall in einem Krankenhaus.

## Filmografie (Auswahl)
- 1952: Das verurteilte Dorf
- 1954: Alarm im Zirkus
- 1955: Wer seine Frau lieb hat …
- 1956: Die Abenteuer des Till Ulenspiegel
- 1956: Eine Berliner Romanze
- 1956: Zwischenfall in Benderath
- 1957: Schlösser und Katen
- 1958: Jahrgang 21
- 1958: Klotz am Bein
- 1958: Nur eine Frau
- 1959: Ehesache Lorenz
- 1959: Ware für Katalonien
- 1960: Das Leben beginnt
- 1961: Die Liebe und der Co-Pilot
- 1961: Fünf Tage – Fünf Nächte
- 1961: Der Ermordete greift ein (TV-Mehrteiler)
- 1962: Königskinder
- 1962: Der Kinnhaken
- 1963: Bonner Pitaval: Die Affäre Heyde-Sawade (TV-Reihe)
- 1963: Tote reden nicht (TV-Zweiteiler)
- 1964: Preludio 11
- 1967: Die Fahne von Kriwoj Rog
- 1968: Leben zu zweit
- 1970: Mein lieber Robinson
- 1972: Die Bilder des Zeugen Schattmann (TV-Serie)
- 1972: Die Legende von Paul und Paula
- 1973: Die sieben Affären der Doña Juanita (TV-Mehrteiler)
- 1974: Polizeiruf 110: Konzert für einen Außenseiter (TV-Reihe)
- 1974: Das Geheimnis des Ödipus
- 1974: Der nackte Mann auf dem Sportplatz
- 1975: Polizeiruf 110: Der Mann (TV-Reihe)
- 1975: Schwester Agnes
- 1976: Frau Jenny Treibel (Fernsehfilm)
- 1976: Polizeiruf 110: Schwarze Ladung (TV-Reihe)
- 1976: Konzert für Bratpfanne und Orchester
- 1976: Polizeiruf 110: Eine fast perfekte Sache (TV-Reihe)
- 1977: Schach von Wuthenow (TV)
- 1977: Polizeiruf 110: Vermißt wird Peter Schnok (TV-Reihe)
- 1977: Polizeiruf 110: Kollision (TV-Reihe)
- 1977: Polizeiruf 110: Des Alleinseins müde (TV-Reihe)
- 1979: Marta, Marta (TV)
- 1979: Herbstzeit (TV)
- 1980: Polizeiruf 110: Der Hinterhalt (TV-Reihe)
- 1980: Unser Mann ist König (TV-Mehrteiler)
- 1981: Polizeiruf 110: Der Teufel hat den Schnaps gemacht (TV-Reihe)
- 1982: Die dunklen Jahre
- 1983: Insel der Schwäne
- 1983: Polizeiruf 110: Eine nette Person (TV-Reihe)
- 1983: Mathilde Möhring (Fernsehfilm)
- 1984: Sachsens Glanz und Preußens Gloria (TV-Mehrteiler)
- 1984: Polizeiruf 110: Im Sog (TV-Reihe)
- 1984: Polizeiruf 110: Schwere Jahre (1. Teil) (TV-Reihe)
- 1984: Polizeiruf 110: Schwere Jahre (2. Teil) (TV-Reihe)
- 1985: Aussenseiter (TV)
- 1985: Polizeiruf 110: Treibnetz (TV-Reihe)
- 1986: Polizeiruf 110: Mit List und Tücke (TV-Reihe)
- 1986: Polizeiruf 110: Ein großes Talent (TV-Reihe)
- 1987: Käthe Kollwitz – Bilder eines Lebens
- 1987: Einzug ins Paradies (TV-Serie)
- 1987: Polizeiruf 110: Im Kreis (TV-Reihe)
- 1987: Polizeiruf 110: Die alte Frau im Lehnstuhl (TV-Reihe)
- 1987: Polizeiruf 110: Die letzte Kundin (TV-Reihe)
- 1987: Der Geisterseher
- 1987: Kiezgeschichten (TV-Serie)
- 1988: Fallada – Letztes Kapitel
- 1988: Polizeiruf 110: Der Mann im Baum (TV-Reihe)
- 1989: Polizeiruf 110: Der Wahrheit verpflichtet (TV-Reihe)
- 1989: Polizeiruf 110: Katharina (TV-Reihe)
- 1989: Rita von Falkenhain (TV-Serie)
- 1989: Die gläserne Fackel
- 1990: Polizeiruf 110: Ball der einsamen Herzen (TV-Reihe)
- 1992: Das große Fest
- 1992: Go Trabi Go 2 – Das war der wilde Osten
- 1993: Auf eigene Gefahr (Fernsehserie, 1 Folge)
- 1994: Liebling Kreuzberg (Fernsehserie, 1 Folge)
- 1995: Praxis Bülowbogen (Fernsehserie, 1 Folge)
- 1995: Tatort: Ein ehrenwertes Haus
- 1995: Polizeiruf 110: Alte Freunde (TV-Reihe)
- 1995: Unser Lehrer Dr. Specht (Fernsehserie, 1 Folge)
- 1995: Der Landarzt (Fernsehserie, 2 Folgen)
- 1995: Großstadtrevier (Fernsehserie, 1 Folge)
- 1995: Polizeiruf 110: Grawes letzter Fall (TV-Reihe)
- 1996: Alarmcode 112: Feuer im Paradies (TV-Serie)
- 1997: Tatort: Gefährliche Übertragung
- 1997: Für alle Fälle Stefanie (Fernsehserie, 3 Folgen)
- 1999: Am liebsten Marlene (Fernsehserie, 1 Folge)
- 2001: Im Visier der Zivilfahnder (Fernsehserie, 1 Folge)

## Theater
- 1947: L. Scheinin/Gebrüder Tur: Oberst Kusmin – Regie: Robert Trösch (Theater am Schiffbauerdamm)
- 1950: Sergei Michalkow: Golowin und seine Wandlung – Regie: Inge von Wangenheim (Theater am Schiffbauerdamm)
- 1952: Peter Karvaš: Menschen unserer Straße – Regie: Gottfried Herrmann (Theater am Schiffbauerdamm)
- 1953: Nikolai Gogol: Die Heirat (Tante Arina) – Regie: Franz Kutschera (Theater am Schiffbauerdamm)
- 1954: Leo Tolstoi: Anna Karenina (Gräfin Lydia) – Regie: Werner Stewe (Volksbühne Berlin)
- 1954: Maxim Gorki: Dostigajew und andere (Kalmykowa) – Regie: Maxim Vallentin (Maxim-Gorki-Theater Berlin)
- 1955: Erich Blach: Sturmflut (Hanna Renke) – Regie: Gerhard Wolfram (Maxim-Gorki-Theater Berlin)
- 1956: Oleksandr Kornijtschuk: Vertrauen (Romodans Frau) – Regie: Maxim Vallentin (Maxim-Gorki-Theater Berlin)
- 1956: Dimitrij Stscheglow: Geburtstag (Ärztin) – Regie: Wilhelm Gröhl (Maxim-Gorki-Theater Berlin)
- 1957: Georg Kaiser: David und Goliath (Tante Juel) – Regie: Gerhard Klingenberg (Maxim-Gorki-Theater Berlin)
- 1957: Gert Weymann: Generationen (Wanda von Schneidewitz) – Regie: Gert Beinemann (Maxim-Gorki-Theater Berlin)
- 1957: Leonid Rachmanow: Stürmischer Lebensabend (Poleshajews Frau) – Regie: Werner Schulz-Wittan (Maxim-Gorki-Theater Berlin)
- 1959: Maxim Gorki: Feinde (Kleopatra) – Regie: Hans Dieter Mäde (Maxim-Gorki-Theater Berlin)
- 1961: Ewan MacColl: Unternehmen Ölzweig – Regie: Horst Schönemann (Maxim-Gorki-Theater Berlin)
- 1961: Heinrich von Kleist: Der zerbrochne Krug (Muhme Brigitte) – Regie: Maxim Vallentin (Maxim-Gorki-Theater Berlin)
- 1961: Ewan MacColl: Rummelplatz (Schaubudenweib) – Regie: Hans Dieter Mäde (Maxim-Gorki-Theater Berlin)
- 1963: Rainer Kerndl: Seine Kinder – Regie: Horst Schönemann (Maxim-Gorki-Theater Berlin)
- 1965: Curt Goetz: Hokuspokus (Zeugin) – Regie: Ottofritz Gaillard (Volksbühne Berlin – Theater im III. Stock)
- 1969: Michail Schatrow: Bolschewiki (Kollontai) – Regie: Fritz Bornemann (Maxim-Gorki-Theater Berlin)
- 1980: Federico García Lorca: Bernarda Albas Haus (Prudencia) – Regie: Piet Drescher (Deutsches Theater Berlin)
- 1985: Swetlana Alexijewitsch: Der Krieg hat kein weibliches Gesicht – Regie: Kurt Veth (Theater im Palast)

## Hörspiele
- 1951: Karl-Georg Egel: Einer von unseren Tagen – Regie: Gottfried Herrmann (Berliner Rundfunk)
- 1951: Heinrich von Kleist: Der zerbrochne Krug (Muhme Brigitte) – Regie: Werner Wieland (Hörspiel – Berliner Rundfunk)
- 1953: Friedrich Karl Kaul: Aktevermerk F (Trude Wille) – Regie: Peter Brang (Hörspiel – Berliner Rundfunk)
- 1954: Günther Rücker: Zehn Jahre später (Frau) – Regie: Günther Rücker (Dokumentarhörspiel – Rundfunk der DDR)
- 1957: A. G. Petermann: Die Hunde bellen nicht mehr (Dr. Eva Schreyer) – Regie: Theodor Popp (Kriminalhörspiel – Rundfunk der DDR)
- 1958: Pavel Kohout: So eine Liebe (Milans Mutter) – Regie: Erich-Alexander Winds (Hörspiel – Rundfunk der DDR)
- 1958: Henrik Ibsen: Stützen der Gesellschaft (Frau Rummel) – Regie: Erich-Alexander Winds (Hörspiel – Rundfunk der DDR)
- 1958: Peter Erka: Autos machen Leute (Sekretärin) – Regie: Werner Wieland (Rundfunk der DDR)
- 1962: Rolf Schneider: 25. November. New York (Frau Flynn) – Regie: Helmut Hellstorff (Hörspiel – Rundfunk der DDR)
- 1963: Gerhard Jäckel: Die Wahnmörderin (Anna Mergel) – Regie: Wolfgang Brunecker (Hörspiel – Rundfunk der DDR)
- 1963: Walter Krumbach: Die gestohlenen Ostereier (Igel Snutje)  – Regie: Renate Thormelen (Kinderhörspiel – Litera)
- 1964: Heinz von Cramer: Die Ohrfeige (Tante Ungewitter) – Regie: Hans Knötzsch (Hörspiel – Rundfunk der DDR)
- 1969: Vuk Stefanović Karadžić: Jugoslawische Märchen und Legenden (Mutter, Alte) – Regie: Dieter Scharfenberg (Kinderhörspiel – Litera)
- 1970: Hans Christian Andersen: Das hässliche Entlein (Spanische Ente) – Regie: Dieter Scharfenberg (Kinderhörspiel – Litera)
- 1970: Wilhelm Hauff: Die Geschichte vom kleinen Muck / Die Geschichte vom Kalif Storch (Frau Ahavzi, Die Pantoffeln / Die zweite Störchin) – Regie: Joachim Herz (Kinderhörspiel – Litera)
- 1970: Wilhelm Hauff: Der Zwerg Nase (Die Fee Kräuterweis) – Regie: Joachim Herz (Kinderhörspiel – Litera)
- 1971: Maximilian Scheer: Der Weg nach San Rafael – Regie: Wolfgang Schonendorf (Hörspiel – Rundfunk der DDR)
- 1971: Gerhard Rentzsch: Das Amulett (6 Teile) – Regie: Wolf-Dieter Panse (Hörspiel – Rundfunk der DDR)
- 1977: Carlos Coutinho: Die letzte Woche vor dem Fest (Nonne) – Regie: Helmut Hellstorff (Hörspiel – Rundfunk der DDR)
- 1978: Erika Runge: Die Verwandlungen einer fleißigen, immer zuverlässigen und letztlich unauffälligen Chefsekretärin – Regie: Peter Groeger (Hörspiel – Rundfunk der DDR)
- 1979: Wibke Martin: Die Bürgen (Frau Herold) – Regie: Joachim Staritz (Hörspiel – Rundfunk der DDR)
- 1981: Günter Eich: Träume – Regie: Peter Groeger (Hörspiel – Rundfunk der DDR)
- 1982: Walentin Rasputin: Matjora (Sima) – Regie: Fritz Göhler (Hörspiel – Rundfunk der DDR)
- 1984: Hans Fallada: Der Pechvogel – Regie: Manfred Täubert (Hörspiel nach dem Roman: Damals bei uns daheim – Rundfunk der DDR)